# Abigail Irozuru
Abigail Onyekachi Irozuru (* 3. Januar 1990 in Manchester) ist eine britische Leichtathletin, die sich auf den Weitsprung spezialisiert hat.

## Sportliche Laufbahn
Erste internationale Erfahrungen sammelte Abigail Irozuru im Jahr 2007, als sie bei den Jugendweltmeisterschaften in Ostrava mit einer Weite von 5,86 m in der Qualifikation ausschied. Im Jahr darauf belegte sie bei den Juniorenweltmeisterschaften in Bydgoszcz mit 6,16 m den achten Platz und siegte anschließend bei den Commonwealth Youth Games in Pune mit einem Satz auf 5,92 m. 2009 schied sie bei den Junioreneuropameisterschaften in Novi Sad mit 5,95 m in der Qualifikation aus und auch bei den Leichtathletik-Europameisterschaften 2012 in Helsinki reichten 6,19 m nicht für den Finaleinzug. 2016 beendete sie zwischenzeitlich ihre Karriere, entschloss sich aber, ein Comeback zu starten. 2019 belegte sie dann bei den Halleneuropameisterschaften in Glasgow mit 6,50 m den siebten Platz und im Oktober gelangte sie bei den Weltmeisterschaften in Doha bis ins Finale, in dem sie mit 6,64 m Rang sieben erreichte. 2021 schied sie dann bei den Halleneuropameisterschaften in Toruń mit 6,44 m in der Vorrunde aus, siegte dann Mitte Juni mit 6,68 m beim Sollentuna GP und qualifizierte sich auch für die Olympischen Sommerspiele in Tokio, bei denen sie mit 6,51 m im Finale den elften Platz belegte.
2019 wurde Irozuru britische Meisterin im Weitsprung im Freien sowie 2015 und 2020 in der Halle.

## Persönliche Bestleistungen
- Weitsprung: 6,86 m (+1,6 m/s), 25. August 2019 in Birmingham
  - Weitsprung (Halle): 6,73 m, 15. Februar 2015 in Sheffield